# Lissonotus scapularis
Lissonotus scapularis là một loài bọ cánh cứng trong họ Cerambycidae.